# Ентебе
Ентебе (на английски: Entebbe) е град в Уганда, който има приблизително 90 500 жители. Намира се на брега на езерото Виктория, близо до столицата Кампала. Става известен с операцията на израелските въоръжени сили, които през 1976 г. когато убиват палестински терористи, превзели самолет на Ер Франс и държащи заложници. Тук са разположени националният институт за изследване на вирусните заболявания и националният зоопарк.

## Операция Ентебе
На 27 юни 1976 г. от Тел Авив отлита френски самолет в посока Париж с междинно кацане в Атина. След излитането група терористи от Народния фронт за освобождение на Палестина превземат самолета и го насочват към Хартум, а след това към Уганда. След приземяването на самолета на угандийска земя терористите отправят искане до израелското правителство да освободи няколко десетки палестински затворници и да плати паричен откуп за похитените евреи на борда на самолета.
Президентът на Уганда Иди Амин се възползва от създалата се ситуация и оказва пълно съдействие на похитителите на самолета. На 30 юни всички пасажери освен евреите и френския екипаж на машината са освободени. Успоредно с това Израелската държава започва подготовка за провеждане на спасителна операция. За командващ операцията е назначен бригаден генерал Дан Шомрон, а за командващ щурмовата група е назначен полковник Йонатан Нетаняху, брат на бъдещия министър-председател на Израел Бенямин Нетаняху. Окончателното решение за започване на операцията е взето на 3 юли. За транспорт са използвани четири С-130 „Херкулес“ и два Боинг 707, които прелитат над Червено море, а след това над Етиопия и Кения.
В хода на операцията загиват всички терористи, които, както се оказва, били повече от седем. Цялата операция трае точно 89 минути.
Резултатите – освободени са всички заложници, без двамата загинали при атаката на щурмовата група, и още една жена, която при атаката се намира в болницата в Кампала, но по-късно е убита по заповед на разярения угандийски президент. Равносметката – избити са всички терористи, между 20 и 35 угандийски войници, които дават и 100 ранени. Загиват двама израелци – сержант Сурвин и полк. Йонатан Нетаняху. По това време той е най-младият полковник от израелската армия, носител на множество бойни отличия и награди. Убит е в 40-а минута на операцията, когато наблюдавайки действията на бойците си, излиза за малко от зданието на аерогарата. Независимо от очакваните големи загуби ранени са само няколко израелци.
Операцията при Ентебе показва огромната находчивост и дързост на израелските въоръжени сили, техния потенциал и жертвоготовност в името на интересите и сигурността на израелските граждани.